# Stelis glomerosa
Stelis glomerosa är en orkidéart som beskrevs av Carlyle August Luer. Stelis glomerosa ingår i släktet Stelis och familjen orkidéer. Inga underarter finns listade i Catalogue of Life.